# Свайг, Арне
Арне Свайг (норв. Arne Zwaig; 6 февраля 1947 — 12 апреля 2022) — норвежский шахматист, международный мастер (1975).
Двукратный Чемпион Норвегии 1964 и 1969 гг.
Многократный участник различных соревнований в составе сборной Норвегии по шахматам:
- 2 командных чемпионата мира среди студентов (1968—1969).
- 6 олимпиад (1962—1968, 1972—1974).
- 4 Кубка северных стран (1971—1973, 1975). Выиграл две бронзовые медали в команде (1971 и 1973).

## Изменения рейтинга
| Графики недоступны из-за технических проблем. См. информацию на Фабрикаторе и на mediawiki.org. |